# A halottak hadserege
A halottak hadserege (eredeti cím: Army of the Dead) 2021-ben bemutatott amerikai zombis-horrorfilm, melyet Snyder eredeti története alapján Zack Snyder rendezett, a forgatókönyvíró Snyder, Shay Hatten és Joby Harold. A főszerepet Dave Bautista, Ella Purnell, Omari Hardwick, Ana de la Reguera, Theo Rossi, Matthias Schweighöfer, Nora Arnezeder, Szanada Hirojuki, Tig Notaro, Raúl Castillo, Huma Qureshi és Garret Dillahunt alakítja.
2021. május 14-én adták ki az Amerikai Egyesült Államok egyes mozijaiban, május 21-től kezdte a digitális streaminget a Netflixen. Általánosságban pozitív értékeléseket kapott a kritikusoktól, különösen az akciósorozat, a humor és a szereplők, azonban kritikát kapott a játékidő és az érzelmi tónus.

## Cselekmény
Az 51-es körzetből érkező amerikai katonai konvoj összeütközik egy autóval a Las Vegas melletti autópályán. A konvoj szállítmánya, egy vérengző zombi, aki elmenekül, megöl és megfertőz több katonát, mielőtt a város felé tartana. Ott megfertőzi a város lakosságának nagy részét. Miután a katonai beavatkozás kudarcot vall, a kormány karantén alá helyezi a várost.
Bly Tanaka kaszinótulajdonos és társa, Martin megkeresi Scott Ward egykori zsoldost, hogy szerezzen vissza 200 millió dollárt a kaszinó páncélterméből Vegasban, mielőtt a hadsereg taktikai atomcsapást mérne a városra. Ward beleegyezik, és beszervezi egykori csapattársait, Maria Cruzt és Vanderohét, valamint Marianne Peters helikopterpilótát, Ludwig Dieter német széfrablót és Mikey Guzman mesterlövészt, aki magával hozza társát, Chambers-t is. Martin azért csatlakozik a csapathoz, hogy bejussanak a kaszinóba. Ward elhidegült lánya, Kate, aki egy karanténtáborban dolgozik, a városban jártas csempészésben, Lilyhez irányítja őket, aki beszervezi Burt Cummingsot, a tábor biztonsági őrét is. Amikor Kate megtudja, hogy Lily elkísérte barátnőjét, Geetát Vegasba, Kate Ward ellenkezése ellenére ragaszkodik ahhoz, hogy csatlakozzon a csapathoz.
Miután Vegasba belépve találkoznak egy Valentine nevű zombifaj tigrissel, Lily megsebesíti Cummingsot, és elmagyarázza neki, hogy az "Alfák" nevű intelligens zombik egy csoportja egy áldozatért cserébe lehetővé teszi a biztonságos átjutást. A Királynő néven ismert Alfa nőstény elviszi Cummingsot az Olympus kaszinóba, ahol az Alfa vezér, Zeusz megfertőzi őt. Lily egy téli álmot alvó, normális zombikkal teli épületbe vezeti a csapatot. Ward világító pálcikákkal utat csinál a zombik között. Amikor Chambers hátsó szándékkal vádolja Martint, az eltéríti az ösvényről, és felébreszti a zombikat. Miután körülveszik és megharapják, Guzman kilövi a hátán lévő benzines kannát, és ezzel elpusztítja őt és a környező zombihordát.
Bly kaszinójában Ward és Kate bekapcsolja az áramot, Peters előkészíti a helikoptert a tetőn, Dieter pedig a páncélszekrény feltörésén dolgozik. Martin és Lily kint maradnak őrködni, de ehelyett a királynőt a szabadba csalogatják. Martin lefejezi és elveszi a fejét. Zeusz felfedezi a holttestét, és visszaviszi az Olympus kaszinóba, miközben kiderül, hogy a királynő egy zombimagzattal volt terhes. Zeusz feldühödve irányítja az Alfákat Bly kaszinójába. A híradóból kiderül, hogy a kormány előrehozta a nukleáris csapást, így a csapat körülbelül 90 percet kap. Miközben Dieter kinyitja a páncéltermet, Ward felfedezi, hogy Kate elment Geeta keresésére. Amikor Ward és Cruz a nő után indulnak, megjelennek az Alfák, és megölik Cruzt.
Martin csapdába ejti a csapatot a pincében, és elmagyarázza, hogy Blyt csak a zombi fej érdekli, amely zombihadsereget hozhat létre a kormány számára, ami többet ér, mint a páncélteremben lévő pénz. Amikor kilép, felfedezi, hogy Lily ellopta a királynő fejét, ekkor megjelenik Valentine és halálra marcangolja. Vanderohe megpróbál megküzdeni Zeusszal, de könnyen legyőzi. Dieter feláldozza magát, hogy Vanderohe épségben bejusson a páncélterembe. Ward, Lily és Guzman eljutnak az előcsarnokba, ahol zombik támadnak rájuk, és Guzman körülveszik. Guzman felrobbantja a gránátjait, amivel megöli a zombikat és megsemmisíti a nála lévő pénzt. Zeusz szembeszáll velük a tetőn. Lily eltereli a figyelmét a királynő fejével, miközben Ward és Peters elmenekül. Zeusz felnyársalja Lilyt, aki a fejet a tetőről ledobva megsemmisíti.
Peters elviszi Wardot az Olympus kaszinóba, hogy megtalálja Kate-et. Bent Kate megtalálja Geetát, és megöli a fertőzött Cummingsot. Zeusz Peters helikopterére üldözi őket. Zeusz legyőzi Wardot és megharapja. Miközben az atombomba elpusztítja Vegast, Zeusz figyelmét eltereli a bomba villanása, és Ward megöli őt. Az atombomba lökéshulláma miatt a helikopter lezuhan, így Peters és Geeta meghal. Kate túléli és megtalálja Wardot, aki pénzt ad Kate-nek, hogy új életet kezdjen, mielőtt zombivá változik. Kate megöli őt, amikor megérkezik a mentőhelikopter.
Vanderohe kijön a páncélteremből a maradék pénzzel. Utahba hajt, és bérel egy magánrepülőt, hogy Mexikóvárosba menjen. A repülés során rájön, hogy megharapták.

## Szereplők
| Szerep          | Színész               | Magyar hang          | Leírás                                                                    |
| --------------- | --------------------- | -------------------- | ------------------------------------------------------------------------- |
| Scott Ward      | Dave Bautista         | Ifj. Jászai László   | Zsoldos és a csapat alapítója                                             |
| Kate Ward       | Ella Purnell          | Mentes Júlia         | Scott elidegenedett lánya, aki az Egészségügyi Világszervezetnél dolgozik |
| Vanderohe       | Omari Hardwick        | Debreczeny Csaba     | Katona                                                                    |
| Maria Cruz      | Ana de la Reguera     | Botos Éva            | Scott barátja, szerelő                                                    |
| Burt Cummings   | Theo Rossi            | Nagypál Gábor        | Piszkálódó biztonsági őr                                                  |
| Ludwig Dieter   | Matthias Schweighöfer | Király Dániel        | Német széftörő                                                            |
| Bly Tanaka      | Szanada Hirojuki      | Csík Csaba Krisztián | Milliárdos, aki megbízást ad a csapatnak                                  |
| Lily            | Nora Arnezeder        | Kurta Niké           | Kojot néven ismert francia nő                                             |
| Martin          | Garret Dillahunt      | Kárpáti Levente      | Tanaka jobbkeze                                                           |
| Marianne Peters | Tig Notaro            | Márton Eszter        | Helikopterpilóta, akinek feladata a csapat elszállítása                   |
| Mikey Guzman    | Raúl Castillo         | Gacsal Ádám          | Mesterlövész                                                              |
| Geeta           | Huma Qureshi          | Solecki Janka        | Menekült és egyedülálló anya                                              |
| Chambers        | Samantha Win          | Sipos Eszter Anna    | Guzman barátja                                                            |
| Zeusz           | Richard Cetrone       | nem beszél           | Alfa zombik királya                                                       |
| A királynő      | Athena Perample       | nem beszél           | Alfa zombik királynője                                                    |
| Kelly őrmester  | Michael Cassidy       | Ágoston Péter        | Amerikai konvojkatona                                                     |

## A film készítése

### Fejlesztés
A projektet először 2007 márciusában jelentették be. Zack Snyder és Joby Harold együtt dolgoztak a forgatókönyvön egy eredeti történet alapján, amelyet még Snyder gondolt ki, amikor 2004-ben bemutatták a Holtak hajnala című debütáló filmjét. 2008-ban Matthijs van Heijningen Jr. leszerződött rendezőnek. 2019 januárjára, miután a film évekig fejlesztés alatt állt, a Netflix megszerezte a projekt terjesztési jogait a Warner Bros.-tól Snyder rendezésével.

### Kaszting
Dave Bautista 2019 áprilisában, míg Ella Purnell, Ana de la Reguera, Theo Rossi és Huma Qureshi májusban csatlakozott a szerepgárdához. 2019 júliusában Garret Dillahunt, Raúl Castillo, Omari Hardwick, Chris D'Elia, Szanada Hirojuki, Nora Arnezeder, Matthias Schweighöfer, Samantha Win és Rich Cetrone csatlakoztak a stábhoz.
2020 augusztusában bejelentették, hogy Tig Notaro váltja D'Eliát, akit szexuális magatartás miatt kizártak a filmből. Mivel a COVID-19 világjárvány biztonsági protokolljai miatt Snyder korlátozta a jelenetek újraforgatását a szereplőkkel, Notarót egy színészpartner segítségével, valamint digitális kompozíciók megoldásával kombinálva illesztették be a filmbe. Snyder szerint a folyamat elvégzése "néhány millió dollárba" került, de D'Elia leváltása "meglehetősen könnyű" volt.

### Forgatás
A film forgatása 2019. július 15-én kezdődött a Kaliforniai Los Angelesben és az Új-Mexikói Albuquerque-ben. A forgatás a New Jersey államban található Atlantic Club Casino Hotelben került sor, amely 2014 óta zárva van.
Az operatőr maga Snyder volt, Red Digital Cinema kamerákkal forgatta a filmet.
2021 márciusáig Snyder megerősítette, hogy a film utómunkálatai hivatalosan befejeződött.

## Jövő
2020 szeptemberében bejelentették, hogy egy előzményfilm és egy anime stílusú televíziós sorozat készül a franchise bővítéséhez.